# Ancellotta
L'ancellotta est un cépage italien de raisins rouges.

## Origine et répartition géographique
Le cépage « Ancellotta » provient du nord de l’Italie. Il pourrait être de la famille des cépages lambrusco. Il est cultivé dès l'Antiquité car il résiste bien aux changements de températuresdu nord de l'Italie au climat semi-continental.
Il est classé cépage d'appoint en DOC colli di Faenza, colli di Rimini, lambrusco reggiano et reggiano rosso. Il est classé recommandé dans les régions d'Émilie-Romagne (province de Modène, province de Reggio d'Émilie) et de Lombardie (province de Crémone, province de Mantoue, province de Milan) et classé autorisé dans le Piémont (province de Verceil), en Vénétie (province de Venise), dans le Frioul (province de Pordenone, province d'Udine), en Toscane (province de Pise) et en Sardaigne (province de Cagliari, province de Nuoro, province de Sassari).
En 1998, la culture de l'Ancellotta couvrait une superficie de 4 700 ha. Le cépage a été peu multiplié hors de l’Italie. On en cultive un peu en Suisse et aussi au Brésil.

## Caractères ampélographiques
- Extrémité du jeune rameau duveteux blanchâtre.
- Jeunes feuilles aranéeuses de couleur bronzées.
- Feuilles adultes, à 5 lobes avec des sinus latéraux assez profonds, un sinus pétiolaire en U très ouvert, des dents anguleuses et étroites, un limbe pubescent avec les nervures aranéeuses.

## Aptitudes culturales
La maturité est de troisième époque: 30 jours après le chasselas.

## Potentiel technologique
Les grappes et les baies sont de taille moyenne. Elle donne des vins très colorés, mais manquant d'acidité convenant ainsi au coupage.
Elle est utilisée également pour l’élaboration d’un jus de raisin doux de couleur intense et à la saveur fruitée.

## Synonymes
L'ancellotta est connue sous les noms de ancelotta di Massenzatico, ancelotti, balsamina bera, lancelotta, rossissimo, uino et uvino